# Samuel Sevian
Samuel Sevian, noto anche come Sam Sevian (Corning, 26 dicembre 2000), è uno scacchista statunitense.
Nato a Corning nello stato di New York da genitori armeni, è il secondo più giovane grande maestro statunitense di sempre, avendo ottenuto il titolo in novembre 2014 all'età di 13 anni, 10 mesi e 27 giorni.

## Biografia
In novembre 2012 ha vinto a Maribor in Slovenia il campionato del mondo dei giovani under 12.
In maggio 2013 ha partecipato al campionato degli Stati Uniti di Saint Louis, il più giovane partecipante di sempre. Si è classificato al 14º posto su 24 giocatori, davanti a molti GM.  In giugno dello stesso anno ha partecipato al campionato Junior degli Stati Uniti (under 20) ottenendo il secondo posto, a mezzo punto dal vincitore Daniel Naroditsky. 
Nell'ottobre 2021 giunge 3º nel Campionato statunitense: disputa gli spareggi a gioco rapido contro Fabiano Caruana e Wesley So, ma viene sconfitto da entrambi.
In marzo 2022 ha vinto il torneo "Saint Louis Spring Classic", con una performance di 2763 punti Elo.
Ha raggiunto il più alto rating FIDE nel maggio 2022, con 2703 punti Elo, 7º negli USA e 33º al mondo , con questo punteggio ha superato la soglia che, informalmente, definisce i "SuperGM".